# ماز جبراني
ماز جبراني (بالفارسية: ماز جبرانی) (و. 1972 – م) هو كاتب سيناريو، ومنتج أفلام، وممثل تلفزيوني، وممثل أفلام، وممثل من إيران. ولد في طهران.

## التعليم
تعلم في جامعة كاليفورنيا، بركلي، وجامعة كاليفورنيا، لوس أنجلوس.

## أعماله
مسلسل Superior Donuts
| العام | الاسم الأصلي                                   | الترجمة                                     |
| ----- | ---------------------------------------------- | ------------------------------------------- |
| 2007  | Axis of Evil Comedy Tour                       | جولة كوميديا محور الشر [الإنجليزية]         |
| 2009  | Brown & Friendly                               | حنطي وودود                                  |
| 2013  | I Come in Peace                                | آتي بسلام                                   |
| 2015  | I'm Not a Terrorist, But I've Played One On TV | أنا لست إرهابيًّا، ولكنّي أديت دوره في التلفاز |
| 2017  | Immigrant                                      | مُهاجر                                       |
| 2023  | The Birds & The Bees                           | العصافير والنحل                             |

## روابط خارجية
- ماز جبراني على موقع IMDb (الإنجليزية)
- ماز جبراني على موقع ميوزك برينز (الإنجليزية)
- ماز جبراني على موقع قاعدة بيانات الفيلم (الإنجليزية)